# Alexander Dann
Alexander Dann (* 22. Mai 1817 in Berlin; † 28. Juni 1897 ebenda) war Jurist, Partikulier und Mitglied des deutschen Reichstags.

## Leben
Dann besuchte das Gymnasium zum Grauen Kloster in Berlin. In den Jahren 1838 bis 1841 studierte er Rechtswissenschaften in Berlin, Bonn und Heidelberg. Anschließend war er Auskultator beim Stadtgericht zu Berlin, danach bis 1847 Referendar bei der Regierung in Frankfurt an der Oder. 1847 schied er aus dem Dienst aus und war Landwirt bis zum Jahre 1867.
Von 1874 bis 1877 war er Mitglied des Deutschen Reichstages für den Wahlkreis Frankfurt a. O. 1 (Arnswalde-Friedeberg) und die Nationalliberale Partei.